# Rachunek redukcji kosztów
Rachunek redukcji kosztów Kaizen – sposób zarządzania kosztami wywodzący się z japońskich przedsiębiorstw.
Ideą doktryny Kaizen jest zmiana na lepsze. System redukcji kosztów w literaturze krajów zachodnich jest objaśniany pod nazwą Kaizen Costing. Został on uznany za jedną z głównych przyczyn sukcesu firm japońskich na rynkach światowych w latach 80. W nawiązaniu do założeń tego systemu w krajach zachodnich są tworzone rozwiązania dotyczące redukcji kosztów. Na przykład w krajach anglosaskich taki system nosi nazwę Continuous Improvement Process (CIP), a w Niemczech Kontinuerlicher Verbesserungsprozess (KVP).

## Cele rachunku redukcji kosztów
System redukcji kosztów oznacza systematyczne wyszukiwanie i wdrażanie udoskonaleń w technologii oraz organizacji, a także podnoszenie poziomu wiedzy i kwalifikacji pracowników w celu ciągłego obniżania kosztów wytwarzania produktu. Działania obniżające koszty podejmuje się zarówno na etapie planowania i przygotowania produktu do masowego wytwarzania, jak również w trakcie produkcji. Tak jak kompleksowe zarządzanie kosztami, rachunek redukcji kosztów jest zorientowany na osiąganie zysku w długim okresie i wzrost wartości firmy.

## Redukcja kosztów a koszty standardowe
System kosztów Kaizen wykorzystuje wiele informacji z rachunku kosztów standardowych. Na podstawie informacji o bieżącym, rzeczywistym koszcie indywidualnym wytworzenia z roku bazowego dla fazy wytwarzania sporządza się w systemie rachunku kosztów standardowych informację o koszcie standardowym produktu na rok następny (rok 1), która jest przekazywana do zespołów roboczych powoływanych w systemie Kaizen. Informacja ta stanowi podstawę do wyszukiwania udoskonaleń redukujących koszt wytworzenia produktu w ciągu roku, a więc na bieżąco są dokonywane zmiany w ilości i rodzaju zużywanych zasobów organizacji i procesów. Informacje o kwotach obniżających koszt standardowy przez każde z wprowadzonych usprawnień wynikają z kalkulacji, które są prowadzone na bieżąco. Kalkulacje kosztów dla nowych rozwiązań są sporządzane na bieżąco i analizowane przez zespoły robocze, w których uczestniczą również specjaliści rachunkowości zarządczej. Oznacza to jednocześnie, że system rachunku redukcji kosztów jest zorientowany na wielu różnych pracowników (nie tylko kierowników działów i centrów) i prowadzi do większej instytucjonalizacji wiedzy z zakresu rachunku kosztów niż w przypadku stosowania tylko tradycyjnych systemów.

## Porównanie systemu redukcji kosztówKaizenz rachunkiem kosztów standardowych
| System redukcji kosztów Kaizen | Rachunek kosztów standardowych                                                    |
| --- | --------------------------------------------------------------------------------- |
| Jest systemem obniżającym koszty rzeczywiste do poziomu kosztu założonego (cel), który znajduje się poniżej poziomu kosztów standardowych                                                                   | Dokonywanie kontroli, czy koszty rzeczywiste są równe kosztom standardowym        |
| Kontrola osiągniętego celu – kwoty obniżki kosztów rzeczywistych | Zakłada, że aktualne warunki działania będą niezmienne (ceteris paribus)          |
| Permanentne wprowadzanie zmian w aktualnych warunkach wytwarzania, aby obniżyć poziom kosztów |                                                                                   |
| Ustalanie co miesiąc nowych kwot kosztów do zredukowania (cel). Redukowanie kosztów o comiesięczne kwoty likwiduje lukę między zyskiem planowanym (cel firmy) a zyskiem oszacowanym dla aktualnych warunków | Ustalanie kosztu standardowego raz lub dwa razy w roku                            |
| Realizowanie w ciągu roku sprawozdawczego działań usprawniających, aby osiągnąć redukcję kosztów (cel) w wysokości wyznaczonej kwoty obniżki                                                                | Przeprowadzanie analizy odchyleń kosztu rzeczywistego od kosztu standardowego     |
| Ustalanie odchyleń między kosztem założonym w strategii a kosztem rzeczywistym | Podejmowanie działań korygujących, jeżeli koszt standardowy nie został osiągnięty |